# Эриба-Адад II
Эриба-Адад II (букв. «Адад приумножил (или прибавил)») — царь Ассирии приблизительно в 1056—1054 годах до н. э.
О Эриба-Ададе II, сыне Ашшур-бел-калы, практически ничего не известно. Согласно «Ассирийскому царскому списку», он правил два года. Возможно, был свергнут своим дядей Шамши-Ададом IV.